# Dipodium variegatum
Dipodium variegatum är en orkidéart som beskrevs av Mark Alwin Clements och David Lloyd Jones. Dipodium variegatum ingår i släktet Dipodium och familjen orkidéer. Inga underarter finns listade i Catalogue of Life.

## Bildgalleri

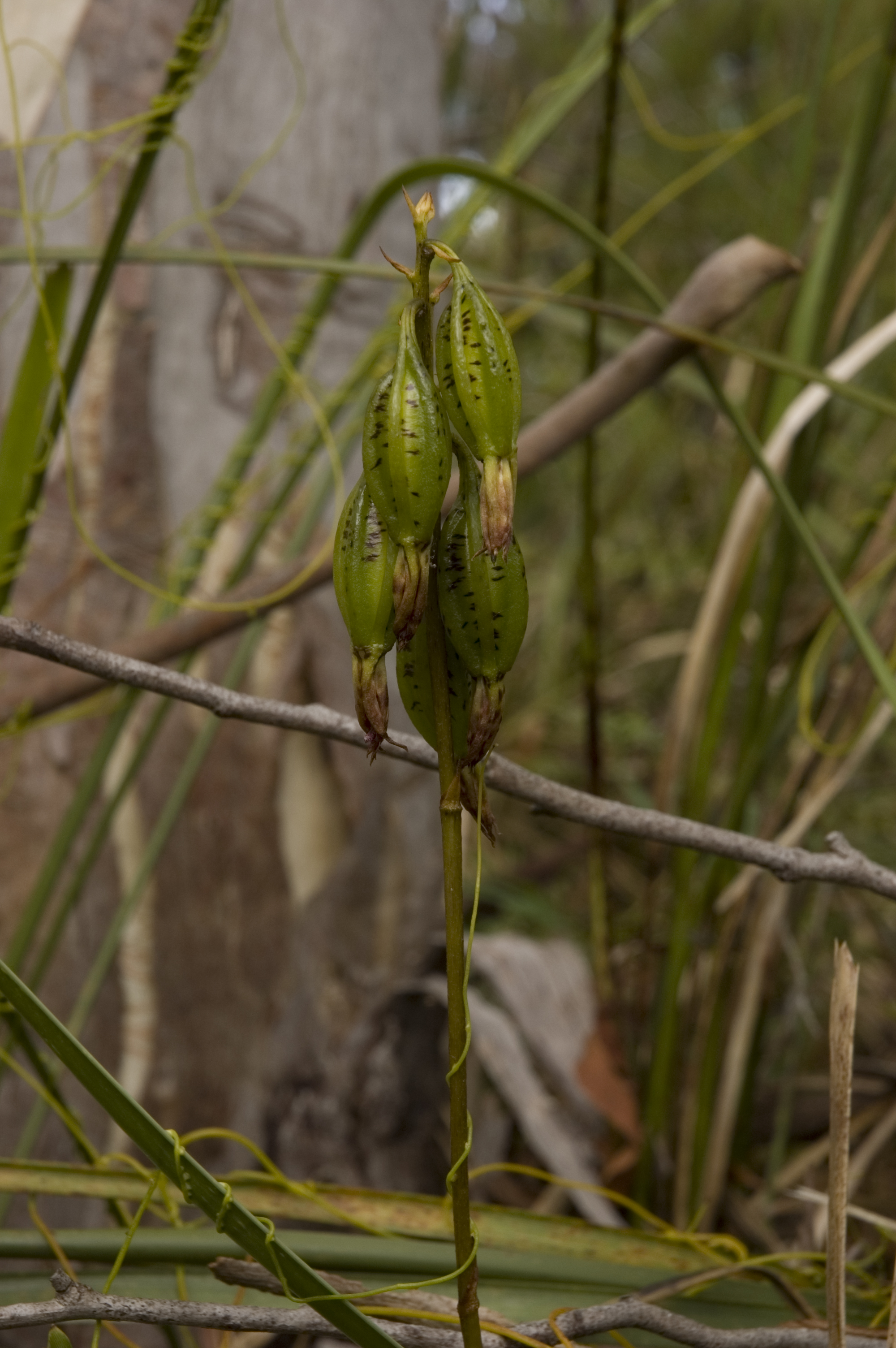
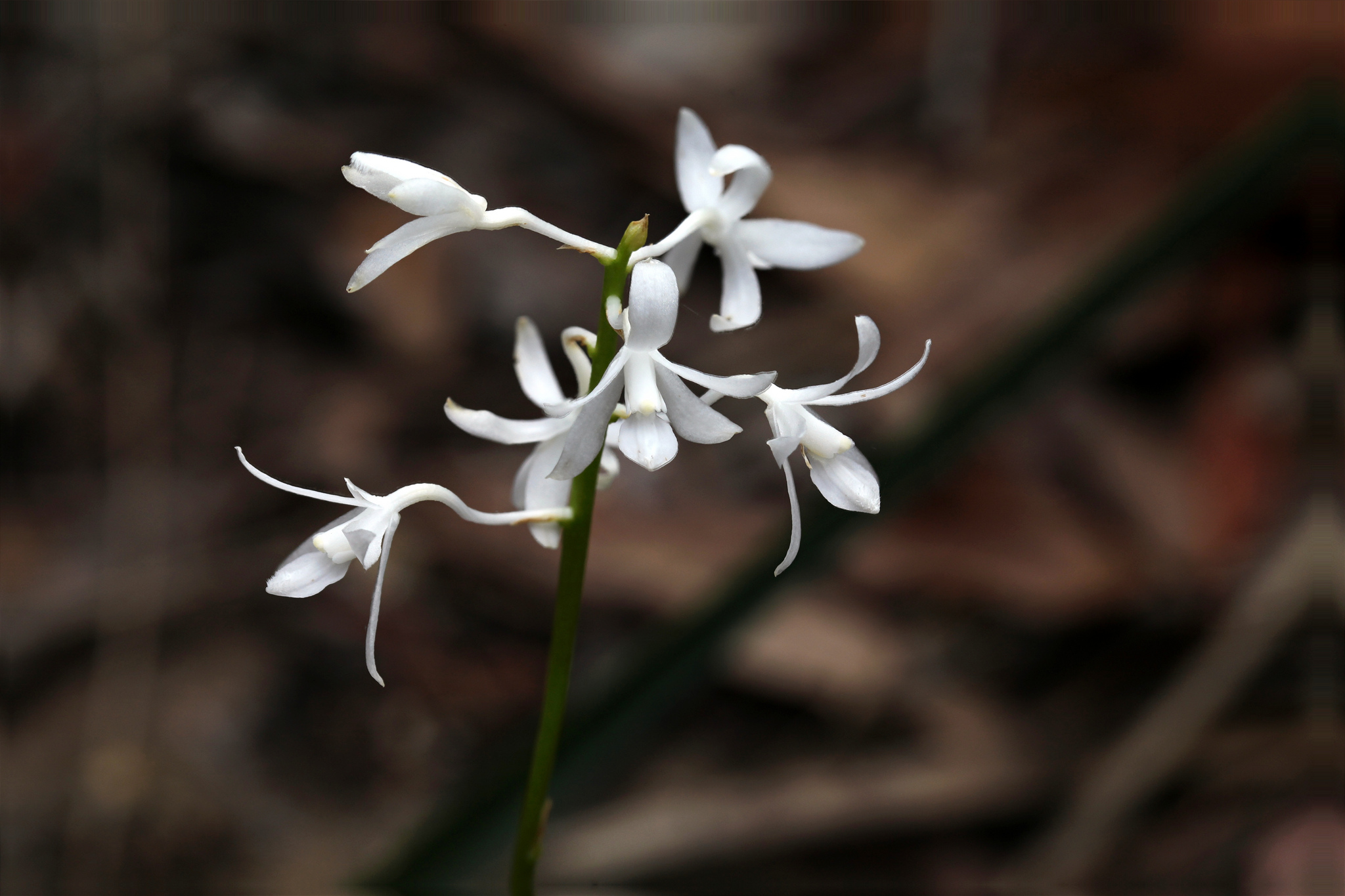
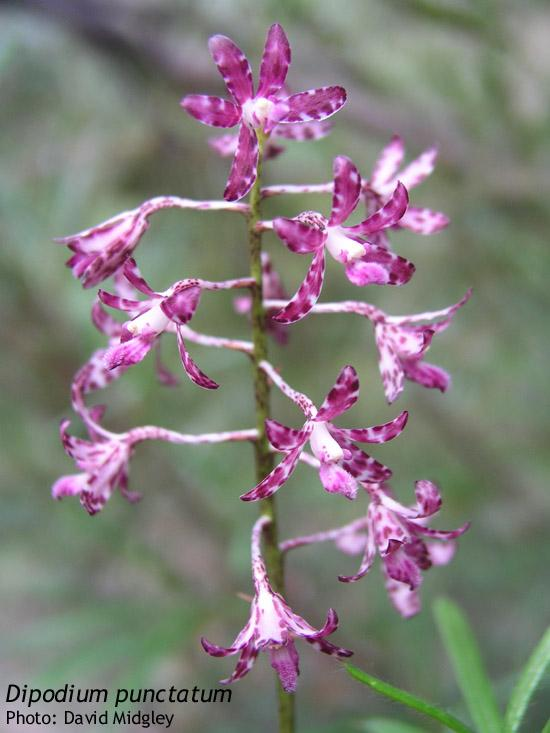
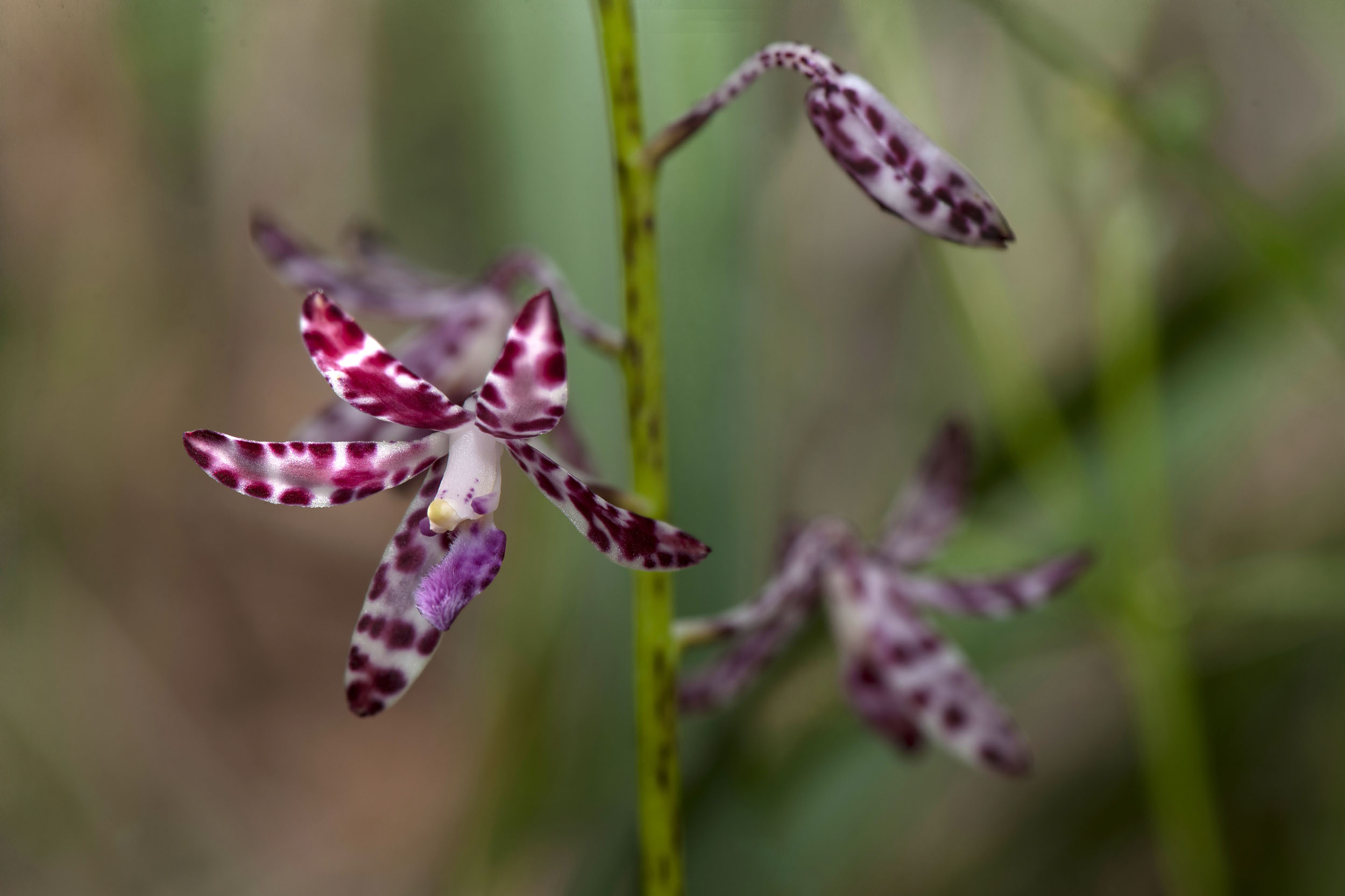
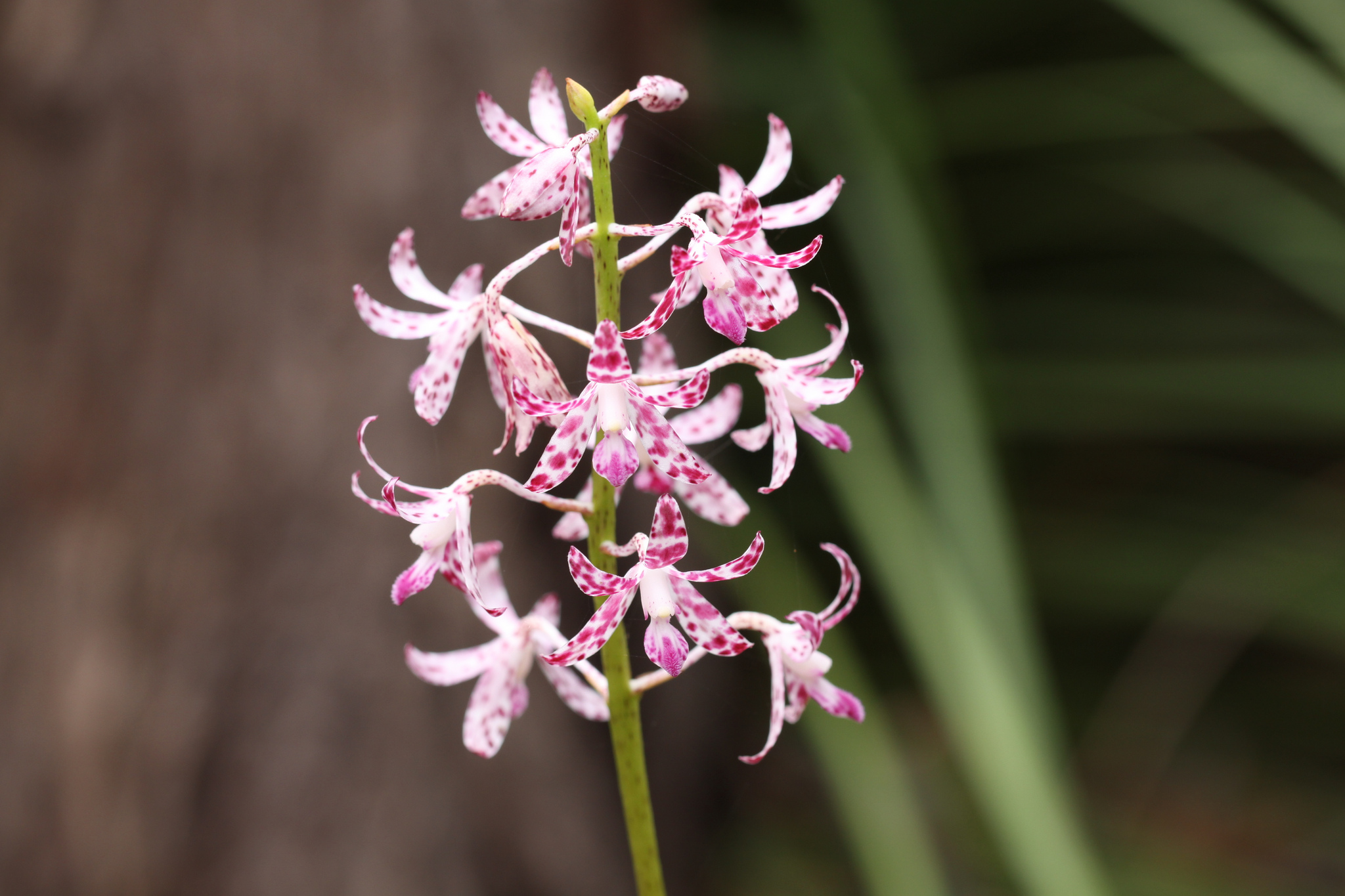
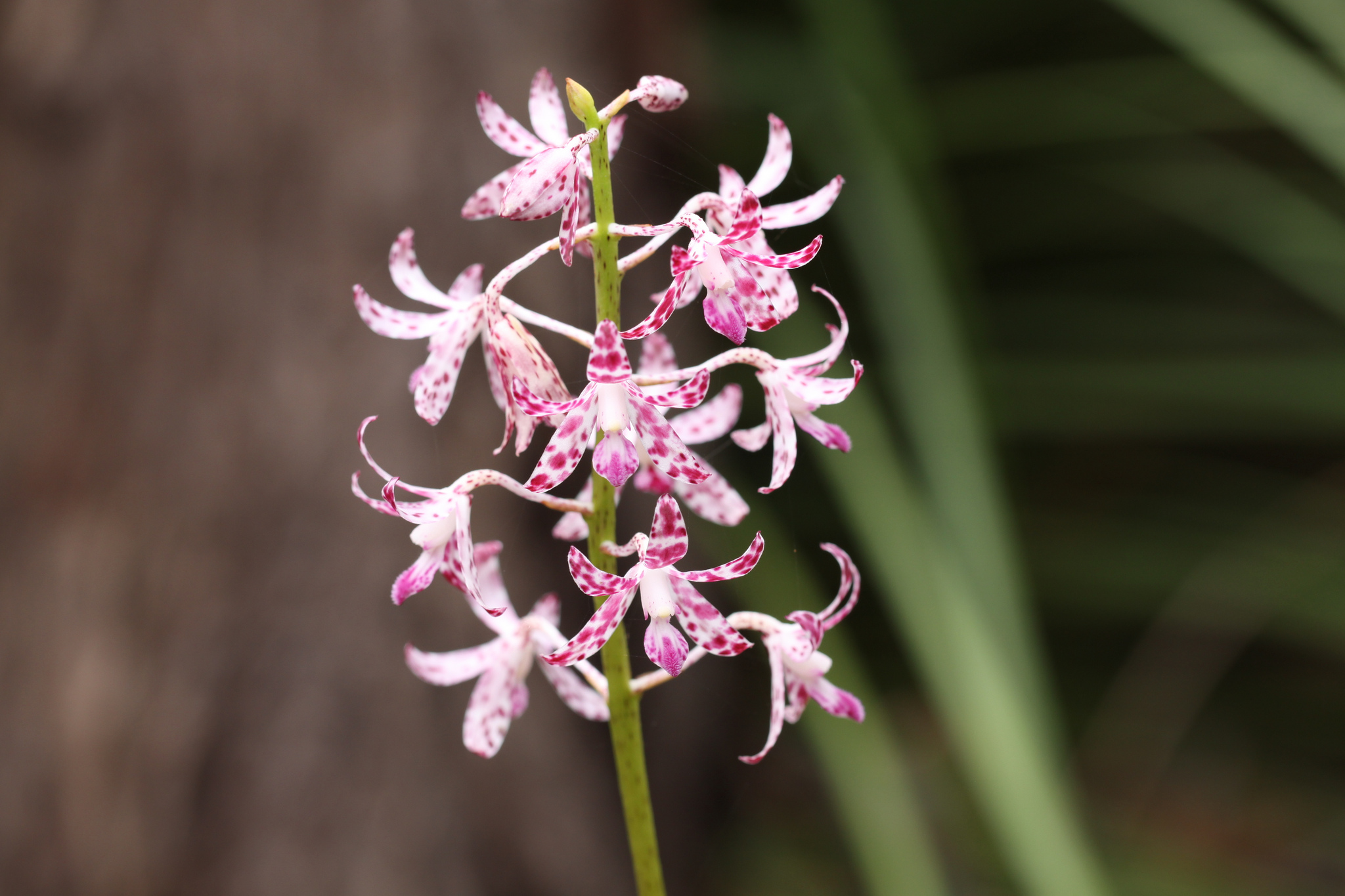